# 毛利宮吉丸
毛利 宮吉丸（もうり みやよしまる）は、安土桃山時代の人物。安芸国の戦国大名・毛利元就の四男である穂井田元清の三男。母は来島村上氏当主・村上通康の娘である松渓妙寿。兄に毛利宮鶴丸と毛利秀元がいる。

## 生涯
穂井田元清の三男として生まれる。
天正17年（1589年）5月26日、安芸桜尾城において死去。法名は「清巌院浄巌幻了大居士」。宮吉丸は洞雲寺に葬られたが、現在は墓の所在が不明となっている。
元和3年（1617年）、兄の毛利秀元が長門国長府にあった浄土宗寺院である専称寺に宮吉丸の位牌を安置して菩提寺とし、24石6斗5升の寺領を寄進すると共に、宮吉丸の法名から寺名を「浄巌寺」と改称した。なお、同寺の境内には宮吉丸の墓も建てられていた。